# Bradina angustalis
Bradina angustalis is een vlinder uit de familie van de grasmotten (Crambidae), uit de onderfamilie van de Spilomelinae. De wetenschappelijke naam van deze soort is voor het eerst voorgesteld door Hiroshi Yamanaka in een publicatie uit 1984.

## Verspreiding
De soort komt voor in China en Japan.

## Ondersoorten
- Bradina angustalis angustalis Yamanaka, 1984
- Bradina angustalis pryeri Yamanaka, 1984 (Tokio)
- Bradina angustalis ryukyuensis Yamanaka, 1984 (Iriomote)